# Thanakrit Chotmuangpak
Thanakrit Chotmuangpak (thailändisch ธนกฤต โชติเมืองปัก; * 1. September 2006 in Nakhon Ratchasima), auch als Nuea bekannt, ist ein thailändischer Fußballspieler.

## Karriere

### Verein
Thanakrit Chotmuangpak erlernte das Fußballspielen in der Schulmannschaft der Phattharabophit School sowie in der Jugendmannschaft von Buriram United in Buriram. Hier unterschrieb er im Juni 2023 auch seinen ersten Vertrag. Der Verein spielt in der ersten Liga, der Thai League. Sein Erstligadebüt gab Chotmuangpak am 15. September 2023 (4. Spieltag) im Heimspiel gegen den Trat FC. Bei dem 4:0-Erfolg wurde er in der 70. Minute für den verletzten Thawatchai Inprakhon eingewechselt. Am Ende der Saison 2023/24 feierte er mit Buriram die Meisterschaft. Mit dem U23-Team von Buriram nahm er 2024 an der U23-Meisterschaft teil. Hier belegte man am Ende der Spielzeit den zweiten Tabellenplatz. Am Ende der Saison 2024/25 feierte er mit dem Verein seine zweite thailändische Meisterschaft.

### Nationalmannschaft
Thanakrit Chotmuangpak bestritt am 17. Mai 2023 sein erstes Länderspiel für die thailändische U17-Nationalmannschaft. Hier kam er in einem Freundschaftsspiel gegen Südkorea zum Einsatz.

## Erfolge
Buriram United
- Thailändischer Meister: 2023/24, 2024/25

Buriram United U23
- Thailändischer U23-Vizemeister: 2024